# お笑いハーベスト大賞
『お笑いハーベスト大賞』（おわらいハーベストたいしょう）は、日本のお笑いコンテストである。主催は、一般社団法人日本音楽事業者協会。

## 概要
毎月音事協会館で開催している「JAMEお笑いハーベスト」に出場した芸人たちの中から年間グランプリを決定する選手権。漫才、コント、ピン芸など、ネタのジャンルを問わず全て同一のステージに登る。そのため「お笑いの異種格闘技戦」と呼ばれる。
お笑いコンテストとしては比較的吉本興業からの出場率が低いことが特徴であり、歴代優勝者は全て吉本非所属の東京芸人であった。
2018年10月に「JAMEお笑いハーベスト」および「あなたが選ぶ! お笑いハーベスト大賞」は同年7月実施をもち、事業を終了する運びとなった事が発表された。
2019年からは、日本音楽事業者協会とフジテレビとの共同主催により、後継大会として『ツギクル芸人グランプリ』がスタートした。

## 大賞決定までの道のり・公式ルール
予選
3回の予選会の出場者から、審査員ならびに当日観覧客による審査により準決勝進出者を選出（合計22組）。
準決勝
予選会を勝ち抜いた22組によるネタバトル。審査により決勝進出者を選出（合計5組）。
決勝
準決勝を勝ち抜いた5組によるネタバトル。審査により栄えある「ハーベスト大賞」を選出。

## 放送リスト
- 第2回（2011年） - BS日テレ（2012年7月31日）[4]
- 第3回（2012年） - BS日テレ（2012年8月30日、9月6日、13日、20日）[5]
- 第4回（2013年） - BS日テレ（2013年9月7日、14日、21日、28日）、CS日テレプラス[6]
- 第5回（2014年） - BS日テレ（2014年9月6日、13日、20日、27日）[7]
- 第6回（2015年） - BS日テレ（2015年8月1日、2日）、CS日テレプラス（2016年5月3日、4日、19日、20日）、Hulu（2015年8月2日 - 配信開始）[8]
- 第7回（2016年） - BS日テレ（2016年8月6日、7日）

## 歴代大賞受賞者
| 放送回          | 優勝者                   | 所属事務所                     |
| --------------- | ------------------------ | ------------------------------ |
| 第1回（2010年） | ザ・ゴールデンゴールデン | ワタナベエンターテインメント   |
| 第2回（2011年） | ニッチェ                 | マセキ芸能社                   |
| 第3回（2012年） | 三拍子                   | サンミュージックプロダクション |
| 第4回（2013年） | 夜ふかしの会             | ワタナベエンターテインメント   |
| 第5回（2014年） | ルシファー吉岡           | マセキ芸能社                   |
| 第6回（2015年） | ギフト☆矢野              | SMA NEET Project               |
| 第7回（2016年） | トンツカタン             | プロダクション人力舎           |
| 第8回（2017年） | パーパー                 | マセキ芸能社                   |
| 第9回（2018年） | ハナコ                   | ワタナベエンターテインメント   |

## 本選(準決勝)出場者
- 出場当時の名称を記す

| 第1回（2010年）本選出場者 - アロハ - インポッシブル ◇決勝進出 - エルシャラカーニ ◇決勝進出 - オテンキ - コア ◇決勝進出 - ゴンゾー - ザ・ゴールデンゴールデン ★優勝 - タンバリン - ツィンテル - トップリード - パッチワーク - ヒデヨシ - ペパーミントの風に吹かれて ◇決勝進出 - メンソールライト - ラバーガール - 我人祥太 - 鬼ヶ島 - 劇団イワサキマキオ - 新宿カウボーイ - 西村深村 - 風藤松原 | 第2回（2011年）本選出場者 - あきげん - あばれる君 ◇決勝進出 - AMEMIYA - アルコ&ピース - うしろシティ - エレファントジョン ◇決勝進出 - 鬼ヶ島 - かもめんたる - キャプテン渡辺 - ケチン・ダ・コチン ◇決勝進出 - コア ◇決勝進出 - さな - トレンディエンジェル - 西村深村 - ニッチェ ★優勝 - バイきんぐ - 風藤松原 - ぷち観音 - ぽ〜くちょっぷ - 南野やじ - メンソールライト | 第3回（2012年）本選出場者 - あきげん - アルコ&ピース - いけだてつや - エル・カブキ - エルシャラカーニ ◇決勝進出 - 火災報知器 - かもめんたる - キャプテン渡辺 - 三拍子 ★優勝 - ザクマシンガン山田 - ジグザグジギー ◇決勝進出 - 新宿カウボーイ - 笑撃戦隊 - タイムボム - ツィンテル - 天狗 - トップリード ◇決勝進出 - バイきんぐ ◇決勝進出 - パッチワーク - パップコーン - ぽ〜くちょっぷ - や団 | 第4回（2013年）本選出場者 - ツィンテル - ダイタク - 巨匠 - モグライダー - あばれる君 ◇決勝進出 - ダブルブッキング - ルシファー吉岡 - なすなかにし - がっつきたいか - トップリード - ドリーマーズ - ぶらっくさむらい - アルコ&ピース ◇決勝進出 - ブルーセレブ - ムートン ◇決勝進出 - うしろシティ - ジグザグジギー ◇決勝進出 - 風藤松原 - ケチン・ダ・コチン - 三四郎 - 夜ふかしの会 ★優勝 | 第5回（2014年）本選出場者 - アルコ&ピース ◇決勝進出 - インポッシブル ◇決勝進出 - S×L - がっつきたいか - キサラギ - ザンゼンジ - シマッシュレコード - しゃもじ - ダーリンハニー - ダイス - タイムマシーン3号 ◇決勝進出 - トップリード - ドリーマーズ - 浜口浜村 ◇決勝進出 - ヒカリゴケ - ぶらっくさむらい - マツモトクラブ - や団 - ランチランチ - ルシファー吉岡 ★優勝 - ワルステルダム |

| 第6回（2015年）本選出場者 - うしろシティ ◇決勝進出 - ギフト☆矢野 ★優勝 - サンシャイン池崎 - ザンゼンジ - シャイニングスターズ - 湘南デストラーデ - 新宿カウボーイ - スーパーニュウニュウ - だーりんず ◇決勝進出 - ダブルブッキング - トップリード ◇決勝進出 - とにかく明るい安村 ◇決勝進出 - ドリーマーズ - トンツカタン - ピーマンズスタンダード - ピスタチオ - マツモトクラブ - メイプル超合金 - モグライダー - やさしい雨 - や団 | 第7回（2016年）本選出場者 - アキラ100% - インポッシブル - カントリーズ - ゴールデンエイジ - サンシャイン - サンシャイン池崎 - さんだる - スーパーニュウニュウ - ダイタク - トンツカタン ★優勝 - パーマ大佐 - ハナコ ◇決勝進出 - パニーニ - ピーマンズスタンダード - ブルーセレブ - ペペ - ホタテーズ - マツモトクラブ ◇決勝進出 - やさしい雨 ◇決勝進出 - ヤングウッズ ◇決勝進出 - リンゴスター | 第8回（2017年）本選出場者 - アイデンティティ - Aマッソ ◇決勝進出 - えんにち - 火災報知器 - ゴールデンエイジ - 紺野ぶるま - シューマッハ ◇決勝進出 - すっきりソング - ダンシングヒーロー - パーパー ★優勝 - ハッピーエンド - ハナコ - パニーニ ◇決勝進出 - ぶらっくさむらい - ブリキカラス - ペンギンズ - ホタテーズ - マカロン - メルヘン須長 - ヤングウッズ - ローズヒップファニーファニー ◇決勝進出 | 第9回（2018年）本選出場者 - アイデンティティ - アントワネット - 卯月 ◇決勝進出 - 岡野陽一 - かが屋 - キズナ - 紺野ぶるま - 土佐兄弟 ◇決勝進出 - ハナコ ★優勝 - はなしょー - ホタテーズ - マカロン - やさしい雨 ◇決勝進出 - やわら - 四千頭身 ◇決勝進出 |